# هودانگ
هودانگ (به چینی: 互动在线) نام یک دانشنامهٔ برخط چینی است که در سال ژوئیهٔ ۲۰۰۵ میلادی توسط پن هیدونگ بنیان‌گذاری شده. هودانگ به عنوان بزرگترین ویکی به زبان چینی شناخته می‌شود. بر خلاف ویکی‌پدیا، این دانشنامه یک دانشنامهٔ تجاری و با هدف کسب سود است که حدود ۲۱۰ کارمند دارد. هودانگ درآمد خود را از راه تبلیغات هدف‌مند در محتوایش و نیز ارائهٔ محتوای ویژه برای استفادهٔ تجاری به دست می‌آورد. پن هیدونگ به عنوان مدیر عامل اجرایی هودانگ، برای سال ۲۰۱۱ درآمد ۲۰ میلیون دلاری با سود ۵ میلیون را پیش‌بینی کرده بود.
نرم‌افزار ویکی‌ای که هودانگ بر پایهٔ آن کار می‌کند یک نرم‌افزار متن‌باز است که برای ایجاد محیط دوستانه‌تر و برای کابران مبتدی بهبود یافته.
پن هیدونگ در سال ۲۰۰۹ میلادی زمانی که جیمی ولز به چین سفر کرده بود از او برای بازدید از دفتر هودانگ دعوت کرد. او بر تفاوت مدل خیریهٔ ویکی‌پدیا با مدل تجاری هودانگ تأکید کرد. ویلز گفته است که هودانگ را رقیب یا همکار ویکی‌پدیا نمی‌داند و ویکی‌پدیا همچنان مدل غیرتبلیغاتی و مبتنی بر کمک‌های مردمی خود را پیش خواهد برد.